# Pretuzos
Los pretuzos (en latín, Praetutii; griego: Πραιτούττιοι, Ptolomeo; Et. Πραιτεττιανός, Polibio) fueron una antigua tribu de la Italia central. Se cree que vivieron alrededor de Interamnia (o Interamna), que se convertiría en la moderna Teramo, y que dieron su nombre a los Abruzos. Los relatos antiguos, sin embargo, son sustancialmente confusos, cuando se trata de detalles y localizaciones más precisas.